# Fatale-Station
Fatale-Station est une série télévisée canadienne en dix épisodes de 45 minutes écrite par Stéphane Bourguignon et réalisée par Rafaël Ouellet en 2016. La série a tout d'abord été disponible en ligne sur le service ICI TOU.TV EXTRA de Radio-Canada, puis diffusée à ICI Radio-Canada Télé dès le 4 mai 2018. Elle est diffusée en France et en Allemagne sur la chaine Arte du 28 septembre au 12 octobre 2017.

## Synopsis
Afin de fuir un homme qui cherche à la tuer, Sarah (Macha Limonchik) vient s’installer dans le petit village de Fatale-Station, au fin fond du Québec. Sa présence perturbe les résidents de ce coin perdu déjà soumis à de fortes tensions. En effet, les Autochtones bloquent la principale route d'accès pour protester contre la dégradation de l'habitat du caribou, et la campagne pour l'élection du nouveau maire bat son plein. La puissante matriarche locale, Jean O’Gallagher (Micheline Lanctôt), se méfie de cette nouvelle arrivante et cherche à la faire partir en usant de son influence en tant que propriétaire de la quasi-totalité de la ville. Mais Sarah résiste et reste à Fatale Station où son opiniâtreté, son allure et son empathie lui attirent de nombreuses sympathies.

## Distribution

### Personnages principaux
- Macha Limonchik : Sarah Dembski
- Micheline Lanctôt : Jean O’Gallagher
- Claude Legault : Eddy, le patron du bar
- Denis Bernard : François Lemieux, le maire

### Personnages secondaires
- Marilyn Castonguay : Ina Beausoleil, serveuse
- Hugo B. Lefort : Cédric, petit ami d'Ina
- Guillaume Cyr : Alexandre, boucher
- Anie Pascale : Johanne Simard, épouse de François Lemieux
- Micheline Bernard : Liza O'Gallagher, sœur de Jean
- Alexis Martin : Jean-Pierre Langevin, candidat à la mairie
- Jean-Carl Boucher : Bobby Desbois
- Mathieu Handfield : Pic-Pic Picard
- Kathleen Fortin : Carolane, coiffeuse
- Martin Dubreuil : Denis Lavoie, conjoint de Carolane
- Lynda Johnson : Sally Beausoleil
- Martine Francke : Mme Langevin
- Tiffany Montambault : Karine
- Victor Andres Turgeon-Trelles : Dylan O'Gallagher
- Éric Robidoux : Corbeau, fils de Jean O'Gallagher
- Reda Guerinik : Tarek, ouvrier
- Jade Bruneau : Charlotte, fille de Carolane et Denis

## Fiche technique
- Titre original : Fatale-Station
- Réalisation : Rafaël Ouellet
- Création :  Stéphane Bourguignon
- Scénario : Stéphane Bourguignon
- Direction artistique : André Chamberland
- Costumes : Nicole Magny
- Photographie : Ian Lagarde
- Son :
- Montage : Valérie Héroux
- Musique : Dear Criminals
- Production : Joceline Genest
- Sociétés de production : Attraction Images
- Société de distribution :
- Pays d’origine :  Canada
- Langue originale : français
- Format : couleur
- Genre : drame, thriller
- Durée : 10 × 45 minutes
- Dates de diffusion :
  - France, Allemagne : 28 septembre 2017 sur Arte
  - Canada : 4 mai 2018 sur ICI Radio-Canada Télé

## Accueil

### Audiences
| Épisode | Jour et horaire de diffusion | Chaîne | Audience moyenne          | Audience moyenne | Réf.  |
| Épisode | Jour et horaire de diffusion | Chaîne | Nombre de téléspectateurs | PDM              | Réf.  |
| ------- | ---------------------------- | ------ | ------------------------- | ---------------- | ----- |
| 1       | Jeudi 28 septembre 2017      | Arte   | 724 000                   | 3 %              | [ 4 ] |

## Distinctions

### Nominations et sélections
Prix Gémeaux : nomination dans la catégorie Meilleure direction photographique d'une série dramatique pour Ian Lagarde
Prix Gémeaux : nomination dans la catégorie Meilleure réalisation d'une série dramatique pour Rafaël Ouellet